# Elektroda kalomelowa

Schemat elektrody kalomelowej

Elektroda kalomelowa – półogniwo, elektroda drugiego rodzaju, którą stanowi rtęć stykająca się z chlorkiem rtęci(I) (kalomelem). W celu zabezpieczenia elektrody przed obecnością Hg2+, do sporządzenia jej nie używa się czystego kalomelu, lecz pasty kalomelowej zawierającej niewielkie ilości rozdrobnionej rtęci w roztworze chlorku potasu (KCl).
Schematycznie tę elektrodę można przedstawić następująco:
Hg | Hg2Cl2(s) | KCl(nas.)      E = 0,244 V (25 °C)
Reakcja elektrodowa:
Hg2Cl2 + 2e− ⇌ 2Hg + 2Cl−
wskazuje, że potencjał takiego półogniwa zależy od stężenia jonów chlorkowych. Stosując nasycony roztwór jonów Cl− (np. KCl), uzyskuje się półogniwo o stałym potencjale, który w określonej temperaturze wynosi:
- 0,257 V (0 °C),
- 0,244 V (25 °C)[3],
- 0,223 V (50 °C).

Elektroda kalomelowa jest często stosowana w praktyce laboratoryjnej jako półogniwo odniesienia do pomiaru potencjału innych półogniw, zamiast niewygodnej w użyciu elektrody wodorowej.